# Jethro Tull (együttes)
A Jethro Tull együttes a nagy-britanniai Blackpoolban alakult, az 1960-as években. Zenéjüket Ian Anderson sajátos éneklési stílusa, egyéni fuvolajátéka és a szokatlan, meglehetősen összetett dalszerkesztés jellemzi. Zenéjük – bár először csak blues rockot játszottak – klasszikus, kelta és art rock elemeket is egyesít magában. Anderson annak tulajdonítja a Jethro Tull egyedülálló hangzását, hogy a zenekar tagjai sohasem használtak semmiféle kábítószert. Pályájuk kezdeti szakaszán sok zenekarról vettek példát, de később sikerült egy sajátos, könnyen felismerhető, csak rájuk jellemző stílust kialakítaniuk. Világszerte több mint 60 millió lemezt adtak el.[forrás?]
Ian Anderson és barátai ("Jethro Tull by Ian Anderson") 2017. február 18-án Budapesten a Kongresszusi Központban léptek fel.

## Története

### A kezdetek: 1963–1967
Ian Anderson 1963-ban, Blackpoolban alakította meg első zenekarát, a The Blades-t. A zenekar 1966-ra már héttagúvá bővült, white soult játszott és neve John Evan Band volt (később John Evan Smash). Nevüket John Evan zongoristától kölcsönözték; Evan eredeti neve Evans volt, de az s betűt elhagyta, hogy kevésbé szokványos neve legyen. A zenekar dobosa ekkor Barriemore Barlow volt, aki 1971 elején csatlakozott a Jethro Tullhoz. Miután Londonba mentek, a zenekar szétszéledt, így Anderson és Glenn Cornick basszusgitáros Mick Abrahams gitárossal és Clive Bunker dobossal (mindketten a McGregor's Engine tagjai voltak) alakított új zenekart. Kezdetben a klubok nem hívták vissza őket, ezért gyakran váltottak nevet, hogy így járjanak túl a klubvezetők eszén. A neveket általában azok találták ki, akik helyet szereztek nekik; egyikük, egy történelemmániás javasolta a Jethro Tull nevet egy 18. századi mezőgazdász után, aki feltalálta a sorvetőgépet. Ezt a nevet azért tartották meg, mert a londoni Marquee Club vezetőjének, John Geenek tetszett a műsoruk, és később is visszahívta őket játszani.

### Blues: 1968
Egy sikertelen kislemez (Abrahams dala, a "Sunshine Day"; a borítón tévedésből Jethro Toe szerepelt – ma már a gyűjtők féltett kincse) után, 1968 októberében jelent meg első albumuk, a bluesos This Was. A zenét Anderson és Abrahams szerezte; a "Cat's Squirrel" Abrahams tehetségéről tesz tanúbizonyságot. Rahsaan Roland Kirk dzsesszes dalában, a "Serenade to a Cuckoo"-ban Anderson csillogtatja meg fuvolaművészi tehetségét, bár csak az év elején kezdte használni a hangszert. Az év végén Tony Iommi, a majdani Black Sabbath gitárosa csatlakozott hozzájuk egy kis időre. Ez a felállás csak egy dalt vett fel, a The Rolling Stones Rock and Roll Circus-ben a "Song for Jeffrey"-t játszották el (eredetileg három dalt adtak volna elő, de végül csak erre volt lehetőség; az utómunkálatok során a stúdiófelvételt tették a film alá, viszont Anderson énekét és fuvolaszólóját meghagyták). Iommi ezután visszatért zenekarához.
Az album megjelenése után Abrahams otthagyta a zenekart és megalapította a Blodwyn Piget. Távozásának több oka is volt: Abrahams megszállottja volt a bluesnak, míg Anderson más zenei formákat is ki akart próbálni; Abrahams nem igazán jött ki Cornickkal; Abrahams nem akart külföldre utazni, vagy hetente három esténél többet játszani, míg a többiek híresek akartak lenni, és fejleszteni akarták készségeiket.

### Saját stílus megteremtése: 1969–1971
Andersonék új gitárost kerestek, végül a Motivation, a Penny Peeps és a Gethsemane korábbi gitárosa, Martin Barre mellett döntöttek. Andersonra Barre kitartása tette a legnagyobb benyomást: első meghallgatásán annyira izgult, hogy alig bírt játszani, második meghallgatására viszont kábelt nem hozott, amivel gitárját az erősítőhöz csatlakoztathatta volna. Ennek ellenére Anderson után ő lett a Jethro Tull második leghosszabb ideig kitartó tagja, és Abrahams állandó helyettese.
Az új felállás 1969 augusztusában adta ki a Stand Up című albumot, a zenekar egyetlen listavezető albumát az Egyesült Királyságban. Minden dalt Anderson írt, kivéve Bach Bourrée-jának dzsesszes adaptációját. Itt már messzebb mentek, mint a hagyományos blues, meghatározták az irányt, amerre haladni akartak, de még nem vették át az éppen kialakuló progresszív rockot, amit például a King Crimson, a Nice és a Yes játszott. A Stand Up úgy hangzik, mint egy dzsesszes elemekkel átszőtt korai Led Zeppelin-album egy kissé sötétebb hangzással. Ugyanebben az évben jelent meg a "Living in the Past" című kislemezük, ami harmadik lett a brit listákon. Bár a többi progresszív zenekar elzárkózott a kislemezek kiadásától, a Jethro Tullnak voltak sikerei ezen a téren (például a "Sweet Dream" 1969-ben vagy a "The Witch's Promise" 1970-ben), 1971-ben pedig Life is a Long Song címmel egy ötdalos középlemezük is bekerült a Top 20-ba. 1970-ben csatlakozott a zenekarhoz John Evan (bár még csak fizetett zenész volt) és ekkor jelent meg a Jethro Tull harmadik, Benefit című albuma, mely a Stand Up-pal megkezdett művészi vonalat folytatta.
1970 végén Glenn Cornick kivált, helyére Anderson gyerekkori barátja, Jeffrey Hammond került; az ő neve szerepel az "A Song for Jeffrey", a "Jeffrey Goes to Leicester Square" és a "For Michael Collins, Jeffrey and Me" címében. Hammond írta a "The Story of the Hare Who Lost His Spectacles" című történetet, mely az 1973-as A Passion Play című albumon hallható. Az albumokon Jeffrey gyakran Jeffrey Hammond-Hammond néven szerepelt, de a második Hammond csak egy kis megtévesztés volt. Hammond édesanyjának leánykori neve szintén Hammond, persze nem volt a férje rokona.
Ez a felállás jelentette meg a Jethro Tull legismertebb albumát, az 1971-es Aqualungot. A dalszövegek Anderson véleményét fogalmazzák meg a vallásról és a társadalomról. A címszereplő, Aqualung egy alkoholista, pedofil hajléktalan, Cross-Eyed Mary pedig egy kiskorú prostituált. A "My God" támadás az egyházi mértéktelenség ellen: „People what have you done/locked Him in His golden cage./Made Him bend to your religion/Him resurrected from the grave./He is the god of nothing/if that's all that you can see. – Emberek, mit tettetek?/Aranyketrecbe zártátok./Saját hitetekhez alakítottátok/Feltámasztottátok sírjából./Ő a semmi istene,/Ha ez minden, mit láttok.” A "Wond'ring Aloud" viszont egy visszafogott szerelmes dal. A sok vitát kavaró témák miatt az albumot épp annyian dicsérik, mint ahányan bírálják. Ennek ellenére a címadó dal és a "Locomotive Breath" a klasszikus rockot sugárzó rádióállomások állandó darabja lett.

### Progresszív rock: 1972–1976
A hosszú, fárasztó turnék és friss házassága miatt Clive Bunker 1971 elején kivált a zenekarból. Helyére Barriemore Barlow került. Első felvételei a Jethro Tull Life is a Long Song című középlemezéhez készültek; az első Jethro Tull-album, amin közreműködött, az 1972-es Thick as a Brick volt. Ez egy koncept album, melynek egyetlen dala az eredeti bakelit mindkét oldalát elfoglalta. Több, egymásba úszó tételből és néhány ismétlődő elemből áll. Az első tétel akusztikus gitáron játszott riffjét akkoriban gyakran adták a rádiók. A Thick as a Brick volt a Jethro Tull első albuma, mely az USA-ban első lett (a másik az 1973-as A Passion Play volt). A Jethro Tull pályája során ez a felállás – Anderson, Barre, Evan, Hammond, Barlow – volt a leghosszabb életű, 1975 végéig játszottak együtt.

## Diszkográfia
- This Was (1968)
- Stand Up (1969)
- Benefit (1970)
- Aqualung (1971)
- Thick as a Brick (1972)
- Living in the Past (1972)
- A Passion Play (1973)
- War Child (1974)
- Minstrel in the Gallery (1975)
- Too Old to Rock 'n' Roll: Too Young to Die! (1976)
- Songs from the Wood (1977)
- Heavy Horses (1978)
- Bursting Out (1978)
- Stormwatch (1979)
- A (1980)
- Broadsword and the Beast (1982)
- Under Wraps (1984)
- A Classic Case (1985)
- Original Masters (1985)
- Crest of a Knave (1987)
- Rock Island (1989)
- Catfish Rising (1991)
- A Little Light Music (1992)
- Roots to Branches (1995)
- J-Tull Dot Com (1999)
- The Jethro Tull Christmas Album (2003)
- Stand up Collectors Edition (2010)
- TAAB 2 (Thick as a Brick 2) (2012)
- The Zealot Gene (2022)
- RökFlöte (2023)
- Curious Ruminant (2025)